# Berliet C
Der Berliet C war ein nur als Chassis mit Motor erhältliches PKW-Modell des Kraftfahrzeugherstellers Berliet in Lyon aus dem Jahre 1901, welches wegen seiner effektiven Motorleistung auch als Berliet 6 CV bezeichnet wird.

## Geschichte und Technik
Das Fahrzeug erhielt seine allgemeine Betriebserlaubnis  durch den örtlich und sachlich zuständigen Inspecteur des Mines im Februar 1901.
Der Motor leistete bei einer Bohrung von 80 und einem Hub von 120 mm (Hubraum 1206 cm³) 6 PS bei 900/min, also 1 PS mehr als der Berliet B.
Der Antrieb erfolgte über Ketten auf die Hinterachse. Das Getriebe hatte 3 oder 4 Vorwärtsgänge – insoweit widersprechen sich die Quellen. Das Fahrzeug hatte Rechtslenkung.